# Rustenburgite
La rustenburgite è un minerale scoperto assieme all'atokite nel concentrato proveniente dalla miniera di platino di Rustenburg, nel complesso igneo del Bushveld in Sudafrica ed approvato dall'IMA nel 1976. Il nome deriva da quello della miniera dove è stato scoperto.
La rustenburgite forma una serie con l'atokite della quale rappresenta l'estremo con più platino che palladio. La rustenburgite è in relazione anche con la zvyagintsevite  che presenta del piombo in sostituzione dello stagno.

## Morfologia
La rustenburgite è stata scoperta sotto forma di granuli di piccola dimensione, i più grandi di circa 100μm.

## Origine e giacitura
La rustenburgite è stata trovata in un concentrato di minerali di tellururi di platino.